# Grand Prix automobile d'Allemagne 1963
GP précédent GP suivant
Le Grand Prix d'Allemagne 1963 (XXV Grosser Preis von Deutschland), disputé sur le Nürburgring le 4 août 1963, est la cent-dix-septième épreuve du championnat du monde de Formule 1 courue depuis 1950 et la sixième manche du championnat 1963.

## Contexte avant la course

### Le championnat du monde
Depuis 1961, la Formule 1 suit la réglementation 1 500 cm3 (dérivée de l'ancienne Formule 2 de la période 1957 à 1960). Initialement prévue pour une période de trois ans, la formule est prolongée de deux années supplémentaires par la Commission sportive internationale, garantissant la stabilité technique jusqu'à fin 1965. La réglementation s'appuie sur les points suivants :
- interdiction des moteurs suralimentés
- cylindrée minimale : 1 300 cm3
- cylindrée maximale : 1 500 cm3
- poids minimal : 450 kg (à sec)
- double circuit de freinage obligatoire
- arceau de sécurité obligatoire (le haut du cerceau devant dépasser le casque du pilote)
- démarreur de bord obligatoire
- carburant commercial
- ravitaillement en huile interdit durant la course

La première partie de la saison est totalement dominée par Jim Clark qui, sans un problème de boîte de vitesses au Grand Prix de Monaco, aurait remporté les cinq épreuves du championnat déjà disputées. Le pilote écossais impose facilement sa Lotus dans les autres manches et personne ne semble en mesure de l'empêcher de remporter le titre mondial, son principal rival Graham Hill subissant beaucoup de revers depuis sa victoire à Monaco.

### Le circuit

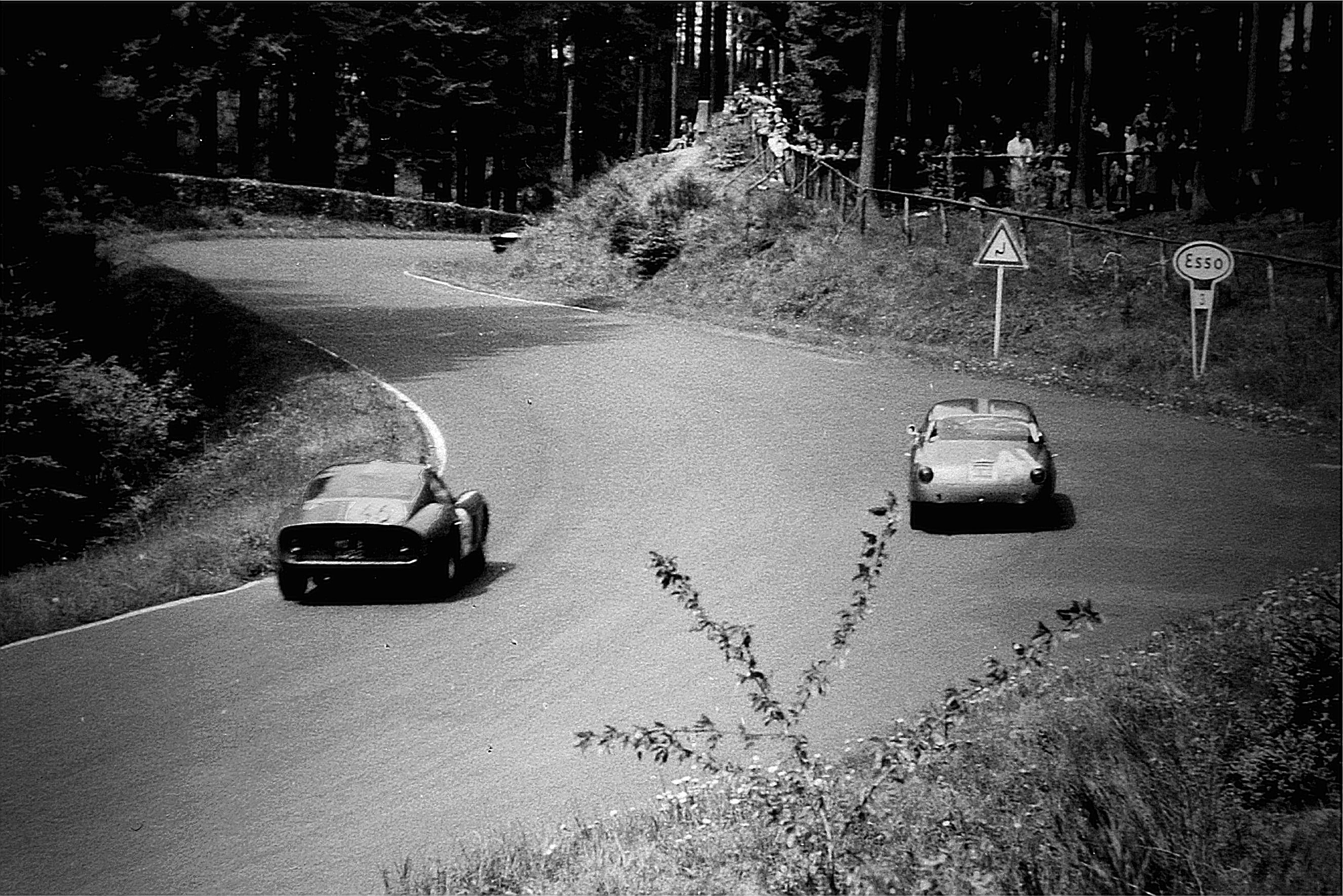
La descente d'Hatzenbach, sur la «Nordschleife», lors des 1000 kilomètres du Nürburgring 1963.

Inauguré en 1927 après deux années de travaux de construction, le Nürburgring est le plus vaste circuit permanent d'Europe, sa réalisation ayant nécessité l'emploi de deux mille cinq cents ouvriers. En plein cœur du massif de l'Eifel, il est composé de deux parties : la boucle nord (Nordschleife, 22,8 kilomètres) et la boucle sud (Südschleife, 7,7 kilomètres). Si à l'origine les grandes compétitions internationales empruntaient l'intégralité du circuit (28,3 kilomètres par combinaison des deux boucles), c'est depuis l'après-guerre sur la seule Nordschleife que se déroulent les compétitions majeures (Grand Prix F1, 1000 kilomètres du Nürburgring, Grand Prix moto), la Südschleife étant surtout réservée aux épreuves nationales. Le record officiel de la boucle nord est détenu par Phil Hill, auteur d'un tour à 152,7 km/h de moyenne au volant de sa Ferrari lors du Grand Prix d'Allemagne 1961.

## Monoplaces en lice
- BRM P57 & P61 "Usine"

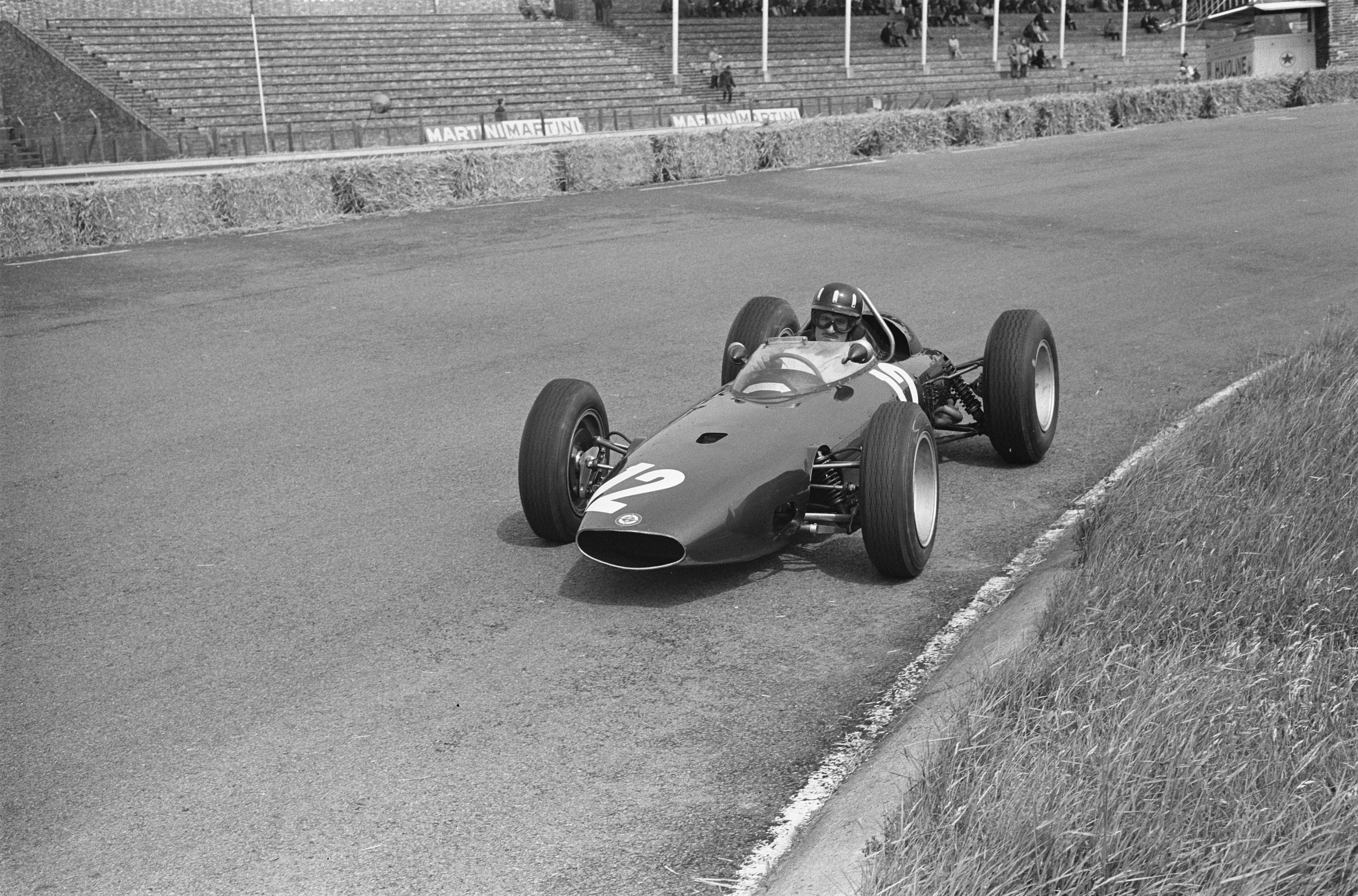
La BRM P57 (vue ici à Zandvoort).

L'équipe de Bourne a apporté quelques améliorations à sa nouvelle P61, à structure semi-monocoque : la suspension avant a été renforcée et le radiateur d'huile a été déplacé vers l'avant, tandis que la boîte à transistors a été repositionnée dans une zone mieux ventilée. Graham Hill dispose du seul exemplaire construit, mais pourra également utiliser en voiture de réserve sa P57 (à châssis tubulaire) de la saison précédente, son coéquipier Richie Ginther pilotant un modèle identique. Ces monoplaces sont équipées d'un moteur V8 à injection indirecte Lucas d'une puissance de 208 chevaux à 11000 tr/min, accouplé à une boîte six vitesses. Pesant 470 kg à vide, la P61 est 5 kg plus légère que la P57. La Scuderia Centro Sud a racheté à BRM la première P57 construite ; équipée de l'ancienne boîte à cinq rapports, elle est confiée à Lorenzo Bandini.
- Lotus 25 "Usine"

Le Team Lotus engage deux Lotus 25 à châssis monocoque pour Jim Clark et Trevor Taylor. À la fois légères (455 kg) et très rigides, ces monoplaces bénéficient d'une tenue de route nettement supérieure à celle de leurs concurrentes. Elles sont dotées d'un moteur V8 Coventry Climax FWMV à injection développant 198 chevaux à 9500 tr/min. Celle de Clark est équipée d'une boîte ZF à cinq vitesses tandis que la voiture de Taylor est munie d'une boîte Colotti à six rapports.
- Lotus 24 privées

Colin Chapman refusant pour l'instant de commercialiser ses monocoques, ses clients ne peuvent disposer que des Lotus 24, à châssis multitubulaire. Moins rigides que les 25, les 24 s'avèrent toutefois suffisamment compétitives pour attirer écuries et pilotes privés. Pesant 455 kg, elles peuvent utiliser au choix le moteur V8 Climax ou le V8 BRM. L'équipe BRP a amené ses deux 24 à moteur BRM pour Innes Ireland et Jim Hall. Jo Siffert a également opté pour le moteur BRM sur sa Lotus 24 qu'il a rachetée en début d'année à l'Écurie Filipinetti, tandis que le Niçois Bernard Collomb a monté sur la sienne un moteur Climax. Masten Gregory devait disposer de la 24 à moteur BRM de l'équipe Parnell, mais cette voiture n'a pu être préparée à temps et le pilote américain a dû déclarer forfait.
- Lotus 18 privées

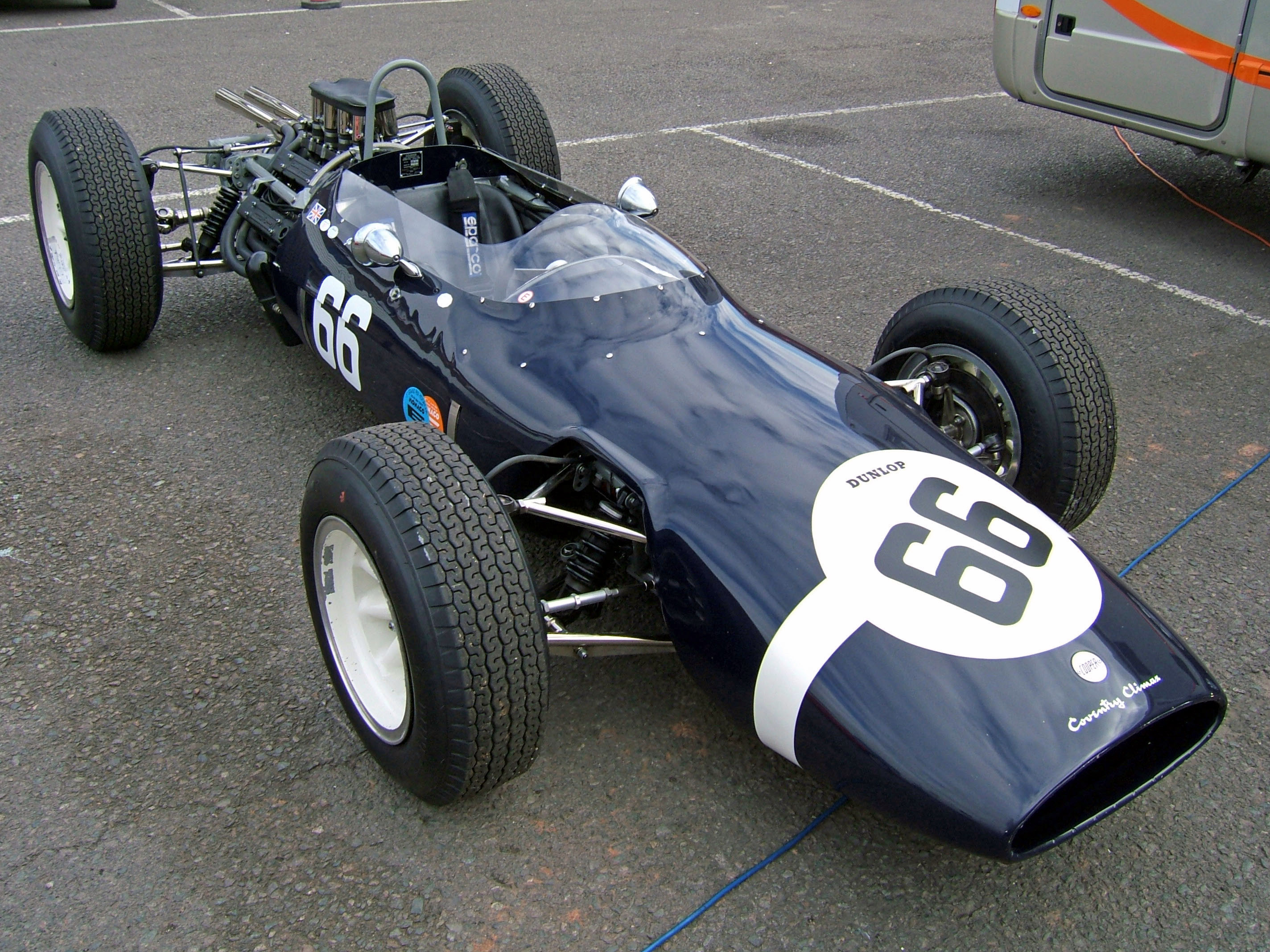
La Cooper T66 de Joakim Bonnier, aux couleurs de Rob Walker.

Tim Parnell s'aligne sur une ancienne Lotus 18 à moteur quatre cylindres Climax FPF (152 chevaux), engageant un modèle identique pour le vétéran belge André Pilette. Ayant racheté un lot de moteurs de course à l'usine Borgward lors de la liquidation de l'entreprise allemande, le pilote-mécanicien Kurt Kuhnke a adapté cette mécanique sur les deux Lotus 18 qu'il possède. Malgré un retentissant échec au Grand Prix de Solitude (moteurs cassés sur sa voiture et sur celle de son coéquipier Ernst Maring), Kunhke tente à nouveau sa chance au Nürburgring. Alimenté par injection, le moteur quatre cylindres Borgward délivre 170 chevaux.
- Cooper T66 "Usine"

Blessé dans un accident de la route, John Cooper a momentanément cédé la direction de course à Ken Tyrrell. L'équipe engage deux  T66 à moteur V8 Climax à injection pour Bruce McLaren et Tony Maggs. Très proche de la précédente T60, la T66, conçue par Owen Maddock, dispose d'un classique châssis tubulaire. Elle utilise un moteur V8 Climax à injection, accouplé à une boîte de vitesses à six rapports élaborée en interne. Elle pèse 460 kg à vide.
- Cooper T66 & T60 privées

Rob Walker engage sa T66 à moteur V8 Climax et boîte Colotti à six rapports pour Joakim Bonnier, qui bénéficie d'un moteur neuf. La Scuderia Centro Sud a récemment acquis une T60 à moteur Climax V8, confiée au pilote portugais Mário Cabral.
- Ferrari 156 "Usine"

La nouvelle monoplace à structure monocoque n'étant pas tout à fait achevée, la Scuderia Ferrari s'appuie une nouvelle fois sur ses 156-63 à châssis tubulaire. Ces voitures sont dotées d'un moteur V6 à injection directe Bosch délivrant 200 chevaux à 10500 tr/min, accouplé à une boîte six vitesses. Elles pèsent 480 kg à vide. Brûlé lors des 24 Heures du Mans, Willy Mairesse est désormais rétabli et effectue sa rentrée au côté de John Surtees.
- Brabham BT7 "Usine"

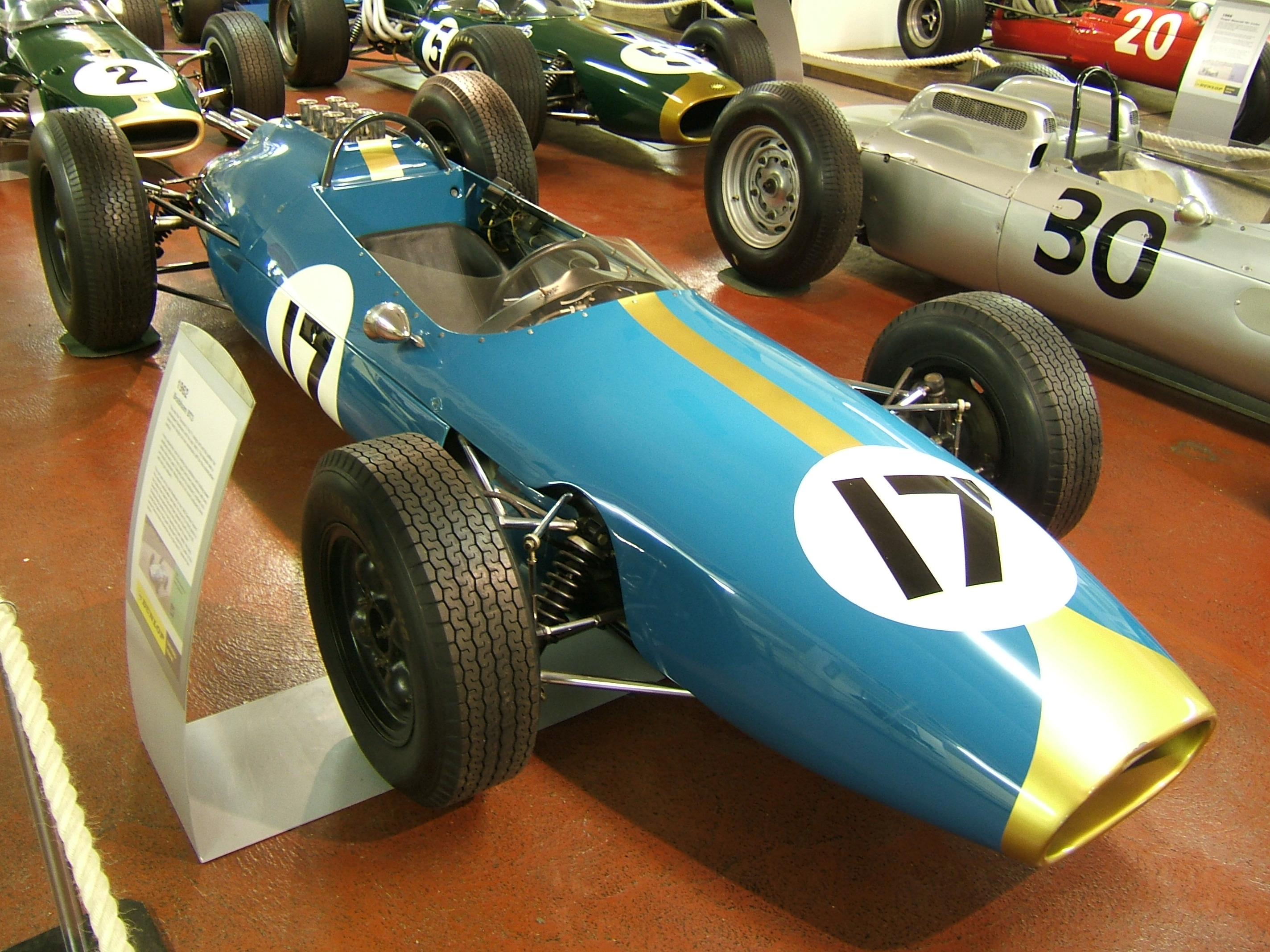
Vainqueur du grand Prix de Solitude sur cette BT3, Jack Brabham a réussi son challenge de pilote-constructeur.

Un an après la réalisation, en collaboration avec l'ingénieur Ron Tauranac, de sa première monoplace, l'ancien champion du monde Jack Brabham a vu sa persévérance récompensée en s'imposant au Grand Prix de Solitude, après avoir mené la course de bout en bout. Pour le Nürburgring, le pilote-constructeur a récupéré le moteur V8 Climax à injection de la BT3 victorieuse le week-end précédent pour le monter sur la BT7 qu'il utilise habituellement dans les épreuves du championnat du monde. Son coéquipier Dan Gurney dispose d'un modèle identique. Évolution de la BT3, la BT7 est une monoplace à châssis multitubulaire. Équipée d'une boîte de vitesses Hewland à cinq rapports, elle pèse 470 kg à vide.
- BRP MK1 "Usine"

Sous la direction d'Alfred Moss et de Ken Gregory, l'écurie British Racing Partnership s'est lancée dans la réalisation de sa propre monoplace. Pour la conception de la BRP Mk1, le chef mécanicien Tony Robinson s'est nettement inspiré de la Lotus 25, reprenant le principe de la structure monocoque. Pesant 475 kg à vide, la Mk1 est équipée d'un moteur V8 BRM à injection accouplé à une boîte de vitesses Colotti à six rapports. Un seul exemplaire a été construit, confié depuis le Grand Prix de Belgique à l'Écossais à Innes Ireland.
- Lola Mk4 & Mk4A privées

Reg Parnell engage une Lola Mk4A (490 kg, châssis multitubulaire, moteur V8 Climax à injection, boîte de vitesses Colotti à six rapports) pour Chris Amon. Le jeune pilote néo-zélandais dispose également, en guise de mulet, d'une Mk4, version un peu moins évoluée dont le châssis est un peu plus lourd, équipée d'un V8 Climax à carburateurs.
- Scirocco SP

L'Américain  Hugh Powell engage ses deux Scirocco SP à moteur V8 BRM pour Tony Settember et Ian Burgess. Conçues par Hugh Aiden-Jones, ces monoplaces à châssis tubulaire s'inspirent de l'Emeryson Mk3 de 1962.
- Gilby

Ian Raby s'aligne sur sa Gilby, monoplace rachetée lors de la liquidation du petit constructeur anglais et équipée d'un moteur V8 BRM accouplé à une boîte Colotti à six rapports.
- ATS 100 "Usine"

L'équipe Automobili Turismo e Sport a procédé à de nombreuses modifications sur ses ATS 100, qui s'étaient montrées très décevantes lors de leurs premières sorties. La rigidité du châssis multitubulaire a été augmentée et le circuit de lubrification du moteur V8 modifié. Ces monoplaces de 460 kg, dont la transmission est assurée par une boîte Colotti à six rapports, ont une puissance de l'ordre de 190 chevaux.
- Porsche 718 privées

Épaulé pour la circonstance par le pilote allemand Gerhard Mitter, Carel Godin de Beaufort a engagé ses deux anciennes Porsche 718 (moteur quatre cylindres à plat refroidi par air, 165 chevaux).

## Coureurs inscrits
| no | Pilote                  | Écurie                      | Constructeur | Modèle         | N° châssis | Moteur                      | Pneumatiques | Commentaire                                 |
| -- | ----------------------- | --------------------------- | ------------ | -------------- | ---------- | --------------------------- | ------------ | ------------------------------------------- |
| 1  | Graham Hill             | Owen Racing Organisation    | BRM          | BRM P61        | 611        | BRM P56 V8                  | D            | voiture seulement utilisée aux essais       |
| 1  | Graham Hill             | Owen Racing Organisation    | BRM          | BRM P57        | 5785       | BRM P56 V8                  | D            | voiture de réserve, choisie pour la course  |
| 2  | Richie Ginther          | Owen Racing Organisation    | BRM          | BRM P57        | 5784       | BRM P56 V8                  | D            |                                             |
| 3  | Jim Clark               | Team Lotus                  | Lotus        | Lotus 25       | 25 R4      | Coventry Climax FWMV V8     | D            |                                             |
| 4  | Trevor Taylor           | Team Lotus                  | Lotus        | Lotus 25       | 25 R2      | Coventry Climax FWMV V8     | D            |                                             |
| 5  | Bruce McLaren           | Cooper Car Company          | Cooper       | Cooper T66     | F1-4-63    | Coventry Climax FWMV V8     | D            |                                             |
| 6  | Tony Maggs              | Cooper Car Company          | Cooper       | Cooper T66     | F1-5-63    | Coventry Climax FWMV V8     | D            |                                             |
| 7  | John Surtees            | SpA Ferrari SEFAC           | Ferrari      | Ferrari 156-63 | 156/0002   | Ferrari 178 V6 (120°)       | D            |                                             |
| 8  | Willy Mairesse          | SpA Ferrari SEFAC           | Ferrari      | Ferrari 156-63 | 156/0003   | Ferrari 178 V6 (120°)       | D            |                                             |
| 9  | Jack Brabham            | Brabham Racing Organisation | Brabham      | Brabham BT7    | F1-2-63    | Coventry Climax FWMV V8     | D            |                                             |
| 10 | Dan Gurney              | Brabham Racing Organisation | Brabham      | Brabham BT7    | F1-1-63    | Coventry Climax FWMV V8     | D            |                                             |
| 11 | Phil Hill               | Automobili Turismo e Sport  | ATS          | ATS 100        | 100-01     | ATS V8                      | D            |                                             |
| 12 | Giancarlo Baghetti      | Automobili Turismo e Sport  | ATS          | ATS 100        | 100-02     | ATS V8                      | D            |                                             |
| 14 | Innes Ireland           | British Racing Partnership  | BRP          | BRP MkI        | BRP/1-63   | BRM P56 V8                  | D            | voiture accidentée au début des essais      |
| 14 | Innes Ireland           | British Racing Partnership  | Lotus        | Lotus 24       | 24-944     | BRM P56 V8                  | D            | voiture de réserve, utilisée pour la course |
| 15 | Lorenzo Bandini         | Scuderia Centro Sud         | BRM          | BRM P57        | 5781       | BRM P56 V8                  | D            |                                             |
| 16 | Joakim Bonnier          | Rob Walker Racing Team      | Cooper       | Cooper T66     | F1-2-63    | Coventry Climax FWMV V8     | D            |                                             |
| 17 | Carel Godin de Beaufort | Ecurie Maarsbergen          | Porsche      | Porsche 718    | 718-201    | Porsche 547/3 F4            | D            |                                             |
| 18 | Joseph Siffert          | Siffert Racing Team         | Lotus        | Lotus 24       | 24-950     | BRM P56 V8                  | D            |                                             |
| 19 | Masten Gregory          | Reg Parnell Racing          | Lotus        | Lotus 24       | 24 P1      | BRM P56 V8                  | D            | forfait                                     |
| 20 | Jim Hall                | British Racing Partnership  | Lotus        | Lotus 24       | 24-945     | BRM P56 V8                  | D            |                                             |
| 21 | Chris Amon              | Reg Parnell Racing          | Lola         | Lola Mk4A      | BRGP-44    | Coventry Climax FWMV V8     | D            |                                             |
| 21 | Chris Amon              | Reg Parnell Racing          | Lola         | Lola Mk4       | BRGP-42    | Coventry Climax FWMV V8     | D            | mulet, seulement utilisé aux essais         |
| 22 | Mário Cabral            | Scuderia Centro Sud         | Cooper       | Cooper T60     | F1-17-61   | Coventry Climax FWMV V8     | D            |                                             |
| 23 | Tony Settember          | Scirocco Racing Cars        | Scirocco     | Scirocco SP    | SP-1-63    | BRM P56 V8                  | D            |                                             |
| 24 | Ian Burgess             | Scirocco Racing Cars        | Scirocco     | Scirocco SP    | SP-2-63    | BRM P56 V8                  | D            |                                             |
| 25 | Ian Raby                | Ian Raby Racing             | Gilby        | Gilby 62       | 02         | BRM P56 V8                  | D            |                                             |
| 26 | Gerhard Mitter          | Ecurie Maarsbergen          | Porsche      | Porsche 718    | 718-202    | Porsche 547/3 F4            | D            |                                             |
| 27 | Kurt Kuhnke             | Privé                       | Lotus        | Lotus 18       | 18-914     | Borgward L4                 | D            |                                             |
| 28 | Bernard Collomb         | Privé                       | Lotus        | Lotus 24       | 24-949     | Coventry Climax FWMV V8     | D            |                                             |
| 29 | André Pilette           | Tim Parnell                 | Lotus        | Lotus 18/21    | 18-917     | Coventry Climax FPF MkII L4 | D            |                                             |
| 30 | Tim Parnell             | Tim Parnell                 | Lotus        | Lotus 18/21    | 18-915     | Coventry Climax FPF MkII L4 | D            |                                             |

## Qualifications
Trois séances qualificatives sont programmées, deux le vendredi et une le samedi précédant la course.

### Première séance - vendredi 2 août (matin)
La première séance d'essais a lieu le vendredi matin, sur une piste parfaitement sèche. Parmi les premiers à s'élancer, Innes Ireland sort de la route lors de son premier tour, endommageant sérieusement sa BRP. Le pilote écossais parvient à la ramener au stand, mais doit se rabattre sur sa Lotus de réserve le reste du week-end. John Surtees se montre d'emblée très à l'aise au volant de sa Ferrari, après avoir activement pris part aux réglages des suspensions de sa monoplace. Il est le premier à descendre sous le seuil des neuf minutes au tour et parvient en fin de séance à tourner à près de 156 km/h de moyenne, améliorant d'une demi-seconde le meilleur temps obtenu par Dan Gurney et sa Porsche l'année précédente. Après avoir brièvement essayé sa BRM P61, Graham Hill se rabat sur son ancien modèle, qu'il s'est contenté de mettre au point sans chercher la performance, comme de nombreux autres pilotes qui n'effectuent qu'un seul tour avant de rentrer au stand pour peaufiner leurs réglages. Satisfait des siens, Lorenzo Bandini est parmi les plus assidus en piste, le jeune pilote italien réalisant en fin de matinée le deuxième meilleur temps au volant de sa BRM privée, devançant la Lotus de Jim Clark, mais à plus de douze secondes toutefois de Surtees.

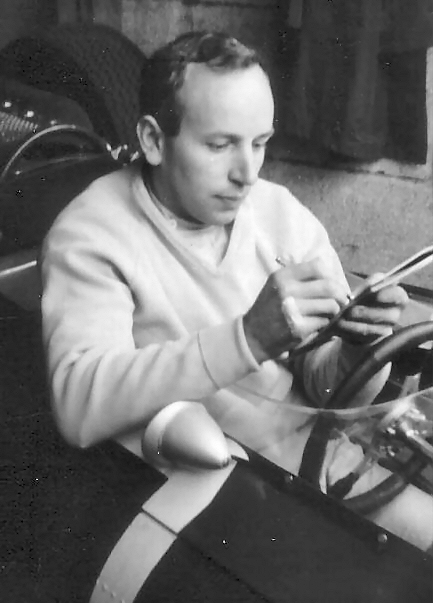
John Surtees, de loin le plus rapide de la première séance d'essais sur sa Ferrari.

| Pos. | Pilote                  | Écurie         | Temps         | Écart          |
| ---- | ----------------------- | -------------- | ------------- | -------------- |
| 1    | John Surtees            | Ferrari        | 8 min 46 s 7  |                |
| 2    | Lorenzo Bandini         | BRM            | 8 min 59 s 3  | + 12 s 6       |
| 3    | Jim Clark               | Lotus-Climax   | 9 min 02 s 0  | + 15 s 3       |
| 4    | Richie Ginther          | BRM            | 9 min 02 s 8  | + 16 s 1       |
| 5    | Jack Brabham            | Brabham-Climax | 9 min 04 s 2  | + 17 s 5       |
| 6    | Willy Mairesse          | Ferrari        | 9 min 05 s 5  | + 18 s 8       |
| 7    | Graham Hill             | BRM            | 9 min 11 s 8  | + 25 s 1       |
| 8    | Jo Siffert              | Lotus-BRM      | 9 min 23 s 3  | + 36 s 6       |
| 9    | Joakim Bonnier          | Cooper-Climax  | 9 min 24 s 3  | + 37 s 6       |
| 10   | Trevor Taylor           | Lotus-Climax   | 9 min 33 s 8  | + 47 s 1       |
| 11   | Gerhard Mitter          | Porsche        | 9 min 34 s 8  | + 48 s 1       |
| 12   | Carel Godin de Beaufort | Porsche        | 9 min 34 s 9  | + 48 s 2       |
| '13  | Dan Gurney              | Brabham-Climax | 9 min 38 s 2  | + 51 s 5       |
| 14   | Tony Maggs              | Cooper-Climax  | 9 min 45 s 4  | + 58 s 7       |
| 15   | Innes Ireland           | Lotus-BRM      | 9 min 48 s 1  | + 1 min 01 s 4 |
| 16   | Jim Hall                | Lotus-BRM      | 9 min 50 s 1  | + 1 min 03 s 4 |
| 17   | Bruce McLaren           | Cooper-Climax  | 10 min 01 s 5 | + 1 min 14 s 8 |
| 18   | Bernard Collomb         | Lotus-Climax   | 10 min 11 s 4 | + 1 min 24 s 7 |
| 19   | Ian Raby                | Gilby-BRM      | 10 min 44 s 7 | + 1 min 58 s 0 |
| 20   | Tim Parnell             | Lotus-Climax   | 11 min 07 s 2 | + 2 min 20 s 5 |
| 21   | André Pilette           | Lotus-Climax   | 11 min 16 s 9 | + 2 min 30 s 2 |
| 22   | Mário Cabral            | Cooper-Climax  | 14 min 20 s 3 | + 5 min 33 s 6 |
| 23   | Kurt Kuhnke             | Lotus-Borgward | 14 min 48 s 1 | + 6 min 01 s 4 |

### Deuxième séance - vendredi 2 août (après-midi)
Il se met à pleuvoir en début d'après-midi, aussi les quatre-vingt-dix minutes d'essais se déroulent-elles sur une piste entièrement détrempée. Dans ces conditions, c'est Clark qui va se montrer le plus rapide, avec un tour à plus de 140 km/h de moyenne, reléguant Surtees à plus de deux secondes et demie.
| Pos. | Pilote                  | Écurie         | Temps         | Écart          |
| ---- | ----------------------- | -------------- | ------------- | -------------- |
| 1    | Jim Clark               | Lotus-Climax   | 9 min 44 s 0  |                |
| 2    | John Surtees            | Ferrari        | 9 min 46 s 6  | + 2 s 6        |
| 3    | Richie Ginther          | BRM            | 9 min 55 s 0  | + 11 s 0       |
| 4    | Joakim Bonnier          | Cooper-Climax  | 9 min 58 s 6  | + 14 s 6       |
| 5    | Jo Siffert              | Lotus-BRM      | 9 min 59 s 3  | + 15 s 3       |
| 6    | Tony Maggs              | Cooper-Climax  | 10 min 04 s 4 | + 20 s 4       |
| 7    | Bruce McLaren           | Cooper-Climax  | 10 min 09 s 9 | + 25 s 9       |
| 8    | Graham Hill             | BRM            | 10 min 13 s 8 | + 29 s 8       |
| 9    | Carel Godin de Beaufort | Porsche        | 10 min 21 s 5 | + 37 s 5       |
| 10   | Lorenzo Bandini         | BRM            | 10 min 28 s 0 | + 44 s 0       |
| 11   | Trevor Taylor           | Lotus-Climax   | 10 min 34 s 2 | + 50 s 2       |
| 12   | Innes Ireland           | Lotus-BRM      | 10 min 37 s 9 | + 53 s 9       |
| 13   | Willy Mairesse          | Ferrari        | 10 min 41 s 2 | + 57 s 2       |
| 14   | Dan Gurney              | Brabham-Climax | 10 min 41 s 4 | + 57 s 4       |
| 15   | Gerhard Mitter          | Porsche        | 10 min 58 s 8 | + 1 min 14 s 8 |
| 16   | Jack Brabham            | Brabham-Climax | 11 min 17 s 8 | + 1 min 33 s 8 |
| 17   | Jim Hall                | Lotus-BRM      | 11 min 19 s 0 | + 1 min 35 s 0 |
| 18   | André Pilette           | Lotus-Climax   | 11 min 20 s 1 | + 1 min 36 s 1 |
| 19   | Ian Raby                | Gilby-BRM      | 11 min 37 s 1 | + 1 min 53 s 1 |
| 20   | Tim Parnell             | Lotus-Climax   | 12 min 02 s 2 | + 2 min 18 s 2 |
| 21   | Kurt Kuhnke             | Lotus-Borgward | 12 min 53 s 2 | + 3 min 09 s 2 |

### Troisième séance - samedi 3 août (matin)
Le temps s'est rétabli le samedi matin, et la piste est parfaitement sèche. Au stand ATS, les deux monoplaces viennent seulement d'arriver, sérieusement endommagées par un accident durant leur transport ; les mécaniciens de l'équipe italienne vont tenter d'en mettre une des deux au point pour permettre à Phil Hill de se qualifier, en vain car ils ne parviendront pas à démarrer le moteur. Clark se met rapidement en action et parvient à améliorer de près d'une seconde le temps réalisé la veille par Surtees. Ce dernier ne peut répliquer, le châssis de sa Ferrari s'étant fissuré au début de la séance, mais le pilote anglais réalise néanmoins le deuxième meilleur temps de la journée. Personne d'autre ne sera en mesure d'approcher le temps de Clark, Surtees étant relégué à Graham Hill (toujours sur son ancienne voiture) échouant à plus de dix secondes de l'Écossais, se faisant même devancer de près de trois secondes par Bandini. Clark s'octroie une nouvelle fois la pole position et partira à la corde de la première ligne de la grille de départ, au côté de Surtees, Bandini et Graham Hill.
| Pos. | Pilote                  | Écurie         | Temps         | Écart          |
| ---- | ----------------------- | -------------- | ------------- | -------------- |
| 1    | Jim Clark               | Lotus-Climax   | 8 min 45 s 8  |                |
| 2    | John Surtees            | Ferrari        | 8 min 53 s 4  | + 7 s 6        |
| 3    | Lorenzo Bandini         | BRM            | 8 min 54 s 3  | + 8 s 5        |
| 4    | Graham Hill             | BRM            | 8 min 57 s 2  | + 11 s 4       |
| 5    | Bruce McLaren           | Cooper-Climax  | 8 min 57 s 3  | + 11 s 5       |
| 6    | Richie Ginther          | BRM            | 9 min 03 s 0  | + 17 s 2       |
| 7    | Willy Mairesse          | Ferrari        | 9 min 03 s 5  | + 17 s 7       |
| 8    | Jack Brabham            | Brabham-Climax | 9 min 10 s 9  | + 25 s 1       |
| 9    | Jo Siffert              | Lotus-BRM      | 9 min 11 s 1  | + 25 s 3       |
| 10   | Tony Maggs              | Cooper-Climax  | 9 min 11 s 6  | + 25 s 8       |
| 11   | Innes Ireland           | Lotus-BRM      | 9 min 14 s 6  | + 28 s 8       |
| 12   | Joakim Bonnier          | Cooper-Climax  | 9 min 16 s 0  | + 30 s 2       |
| '13  | Dan Gurney              | Brabham-Climax | 9 min 17 s 2  | + 31 s 4       |
| '14  | Chris Amon              | Lola-Climax    | 9 min 20 s 1  | + 34 s 3       |
| 15   | Gerhard Mitter          | Porsche        | 9 min 20 s 9  | + 35 s 1       |
| 16   | Jim Hall                | Lotus-BRM      | 9 min 22 s 7  | + 36 s 9       |
| 17   | Carel Godin de Beaufort | Porsche        | 9 min 25 s 1  | + 39 s 3       |
| 18   | Ian Burgess             | Scirocco-BRM   | 9 min 52 s 2  | + 1 min 06 s 4 |
| 19   | Mário Cabral            | Cooper-Climax  | 9 min 53 s 1  | + 1 min 07 s 3 |
| 20   | Bernard Collomb         | Lotus-Climax   | 10 min 01 s 0 | + 1 min 15 s 2 |
| 21   | Tony Settember          | Scirocco-BRM   | 10 min 02 s 0 | + 1 min 16 s 2 |
| 22   | André Pilette           | Lotus-Climax   | 10 min 20 s 0 | + 1 min 34 s 2 |
| 23   | Ian Raby                | Gilby-BRM      | 11 min 18 s 0 | + 2 min 32 s 2 |
| 24   | Kurt Kuhnke             | Lotus-Borgward | 11 min 23 s 5 | + 2 min 37 s 7 |

### Tableau final des qualifications

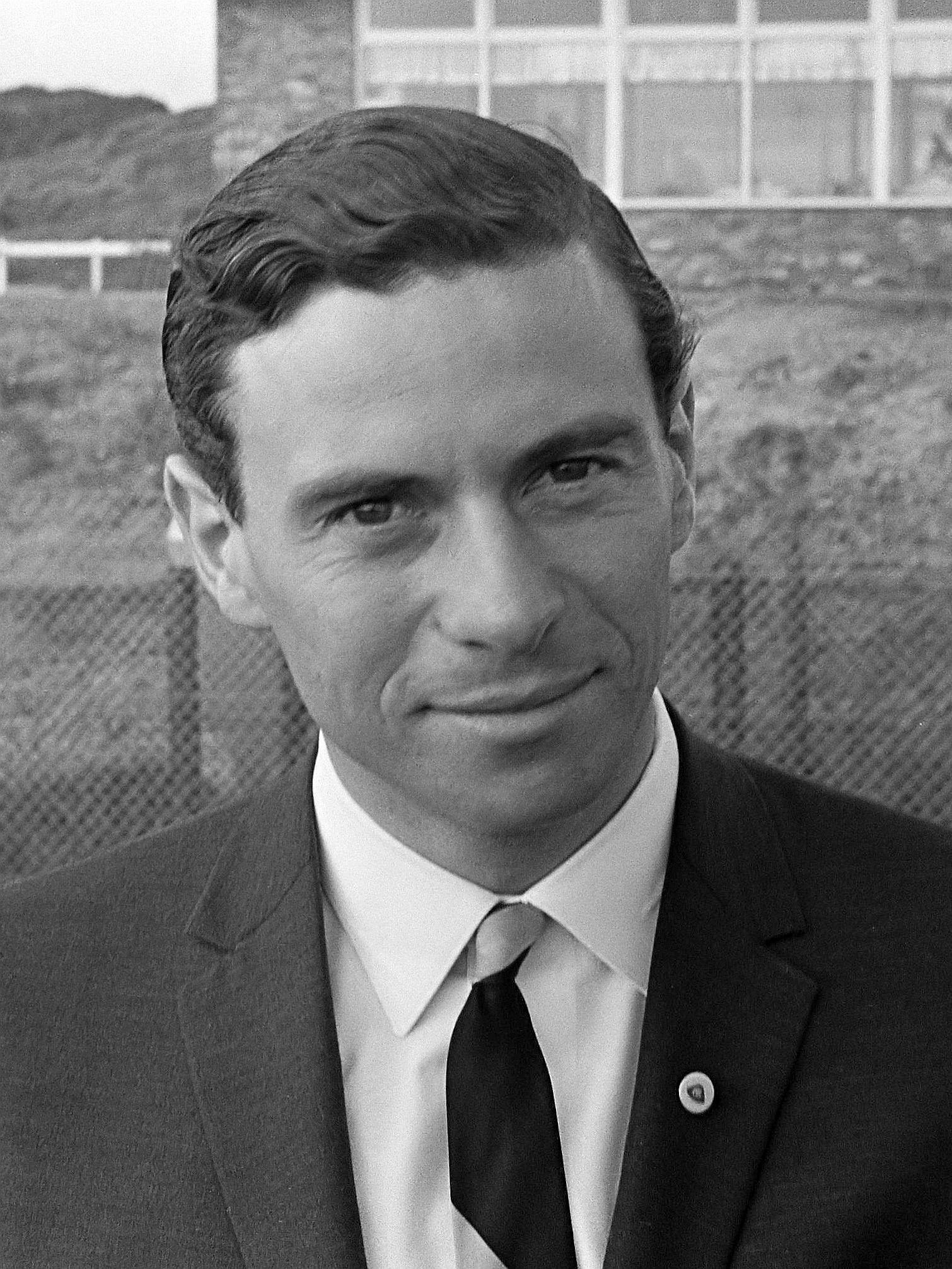
Quatrième pole position consécutive pour Jim Clark, encore une fois le plus rapide aux essais.

| Pos. | Pilote                  | Écurie         | Temps         | Écart          | Commentaire                     |
| ---- | ----------------------- | -------------- | ------------- | -------------- | ------------------------------- |
| 1    | Jim Clark               | Lotus-Climax   | 8 min 45 s 8  |                | temps réalisé le samedi matin   |
| 2    | John Surtees            | Ferrari        | 8 min 46 s 7  | + 0 s 9        | temps réalisé le vendredi matin |
| 3    | Lorenzo Bandini         | BRM            | 8 min 54 s 3  | + 8 s 5        | temps réalisé le samedi matin   |
| 4    | Graham Hill             | BRM            | 8 min 57 s 2  | + 11 s 4       | temps réalisé le samedi matin   |
| 5    | Bruce McLaren           | Cooper-Climax  | 8 min 57 s 3  | + 11 s 5       | temps réalisé le samedi matin   |
| 6    | Richie Ginther          | BRM            | 9 min 02 s 8  | + 17 s 0       | temps réalisé le vendredi matin |
| 7    | Willy Mairesse          | Ferrari        | 9 min 03 s 5  | + 17 s 7       | temps réalisé le samedi matin   |
| 8    | Jack Brabham            | Brabham-Climax | 9 min 04 s 2  | + 18 s 4       | temps réalisé le vendredi matin |
| 9    | Jo Siffert              | Lotus-BRM      | 9 min 11 s 1  | + 25 s 3       | temps réalisé le samedi matin   |
| 10   | Tony Maggs              | Cooper-Climax  | 9 min 11 s 6  | + 25 s 8       | temps réalisé le samedi matin   |
| 11   | Innes Ireland           | Lotus-BRM      | 9 min 14 s 6  | + 28 s 8       | temps réalisé le samedi matin   |
| 12   | Joakim Bonnier          | Cooper-Climax  | 9 min 16 s 0  | + 30 s 2       | temps réalisé le samedi matin   |
| 13   | Dan Gurney              | Brabham-Climax | 9 min 17 s 2  | + 31 s 4       | temps réalisé le samedi matin   |
| 14   | Chris Amon              | Lola-Climax    | 9 min 20 s 1  | + 34 s 3       | temps réalisé le samedi matin   |
| 15   | Gerhard Mitter          | Porsche        | 9 min 20 s 9  | + 35 s 1       | temps réalisé le samedi matin   |
| 16   | Jim Hall                | Lotus-BRM      | 9 min 22 s 7  | + 36 s 9       | temps réalisé le samedi matin   |
| 17   | Carel Godin de Beaufort | Porsche        | 9 min 25 s 1  | + 39 s 3       | temps réalisé le samedi matin   |
| 18   | Trevor Taylor           | Lotus-Climax   | 9 min 33 s 8  | + 48 s 0       | temps réalisé le vendredi matin |
| 19   | Ian Burgess             | Scirocco-BRM   | 9 min 52 s 2  | 1 min 06 s 4   | temps réalisé le samedi matin   |
| 20   | Mário Cabral            | Cooper-Climax  | 9 min 53 s 1  | 1 min 07 s 3   | temps réalisé le samedi matin   |
| 21   | Bernard Collomb         | Lotus-Climax   | 10 min 01 s 0 | + 1 min 15 s 2 | temps réalisé le samedi matin   |
| 22   | Tony Settember          | Scirocco-BRM   | 10 min 02 s 0 | + 1 min 16 s 2 | temps réalisé le samedi matin   |
| 23   | André Pilette           | Lotus-Climax   | 10 min 20 s 0 | + 1 min 34 s 2 | temps réalisé le samedi matin   |
| 24   | Ian Raby                | Gilby-BRM      | 10 min 44 s 7 | + 1 min 58 s 9 | temps réalisé le vendredi matin |
| 25   | Tim Parnell             | Lotus-Climax   | 11 min 07 s 2 | + 2 min 21 s 4 | temps réalisé le vendredi matin |
| 26   | Kurt Kuhnke             | Lotus-Borgward | 11 min 23 s 5 | + 2 min 37 s 7 | temps réalisé le samedi matin   |
| -    | Phil Hill               | ATS            | pas de temps  |                | moteur ne démarrant pas         |

## Grille de départ
| 1re ligne | Pos. 4                     |                               | Pos. 3                        |                                  | Pos. 2                       |                               | Pos. 1                      |
|           | G. Hill BRM 8 min 57 s 2   |                               | Bandini BRM 8 min 54 s 3      |                                  | Surtees Ferrari 8 min 46 s 7 |                               | Clark Lotus 8 min 45 s 8    |
| 2e ligne  |                            | Pos. 7                        |                               | Pos. 6                           |                              | Pos. 5                        |                             |
|           |                            | Mairesse Ferrari 9 min 03 s 5 |                               | Ginther BRM 9 min 02 s 8         |                              | McLaren Cooper 8 min 57 s 3   |                             |
| 3e ligne  | Pos. 11                    |                               | Pos. 10                       |                                  | Pos. 9                       |                               | Pos. 8                      |
|           | Ireland Lotus 9 min 14 s 6 |                               | Maggs Cooper 9 min 11 s 6     |                                  | Siffert Lotus 9 min 11 s 1   |                               | Brabham 9 min 04 s 2        |
| 4e ligne  |                            | Pos. 14                       |                               | Pos. 13                          |                              | Pos. 12                       |                             |
|           |                            | Amon Lola 9 min 20 s 1        |                               | Gurney Brabham 9 min 17 s 2      |                              | Bonnier Cooper 9 min 16 s 0   |                             |
| 5e ligne  | Pos. 18                    |                               | Pos. 17                       |                                  | Pos. 16                      |                               | Pos. 15                     |
|           | Taylor Lotus 9 min 33 s 8  |                               | Beaufort Porsche 9 min 25 s 1 |                                  | Hall Lotus 9 min 22 s 7      |                               | Mitter Porsche 9 min 20 s 9 |
| 6e ligne  |                            | Pos. 21                       |                               | Pos. 20                          |                              | Pos. 19                       |                             |
|           |                            | Collomb Lotus 10 min 01 s 1   |                               | Cabral Cooper 9 min 53 s 1       |                              | Burgess Scirocco 9 min 52 s 2 |                             |
| 7e ligne  |                            |                               |                               | Pos. 22                          |                              |                               |                             |
|           |                            |                               |                               | Settember Scirocco 10 min 02 s 0 |                              |                               |                             |

## Déroulement de la course
Il fait beau et chaud le dimanche, lorsque le départ est donné en présence d'environ cent mille spectateurs, l'affluence étant bien moindre que l'année précédente où les performances des Porsche officielles avaient attiré un très nombreux public. Alors que la monoplace de Jack Brabham ne peut s'élancer, allumage défaillant, Jim Clark s'empare immédiatement du commandement et vire en tête dans la courbe sud, sa Lotus devançant la BRM de Richie Ginther, les Cooper de Tony Maggs et Bruce McLaren, la Ferrari de John Surtees et la BRM de Graham Hill. Mais, alors que le pilote écossais semble parti pour un nouveau cavalier seul, une bougie défectueuse vient perturber le fonctionnement de son moteur et, peu avant Adenau, Ginther en profite pour le déborder. Après un départ relativement prudent, Surtees remonte rapidement et dépasse également Clark, prenant la deuxième place. Très mal parti depuis la première ligne, Lorenzo Bandini navigue en milieu de peloton au volant de sa BRM privée, avant de s'accrocher avec la Lotus d'Innes Ireland en essayant de le dépasser dans la montée du Karussel. Les deux pilotes sont indemnes mais les deux monoplaces sont hors d'usage. Alors que Brabham est enfin parvenu à s'élancer, après avoir fait réparer son allumage, Ginther repasse le premier devant les tribunes, devant un groupe compact comprenant Surtees, Clark, McLaren et Hill. Sixième, Maggs compte déjà cinq secondes de retard sur le groupe de tête. Le reste du peloton, mené par la Ferrari de Willy Mairesse, vient ensuite. Ralenti par des ennuis de carburation sur sa Brabham, Dan Gurney effectue un long arrêt au stand, perdant près d'un tour avant que le problème ne soit résolu. Entre-temps, Mairesse, qui tentait de rattraper la Cooper de Maggs, a été victime d'une grave sortie de route au niveau de Flugplatz : au passage de la bosse, la Ferrari, probablement déviée par une soudaine rafale de vent, est retombée sur le bord du talus avant de se retourner, éjectant son pilote qui sera relevé avec de multiples fractures aux bras et aux jambes.

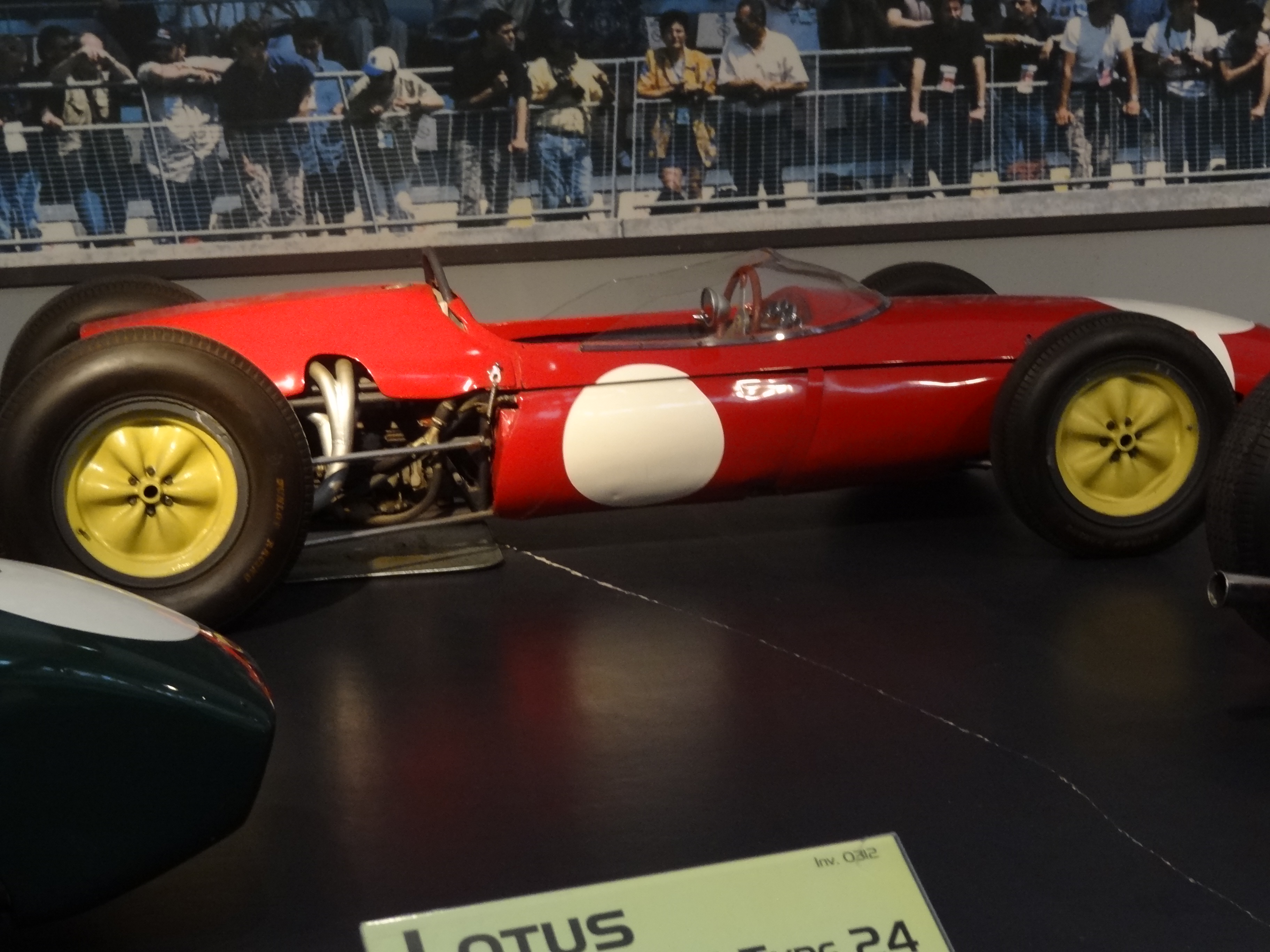
La Lotus 24 de Joseph Siffert. Malgré des moyens financiers limités, le pilote suisse pouvait prétendre à la quatrième place, devant bien des voitures d'usine.

Au début du deuxième tour, Ginther s'est soudain retrouvé au point mort et a immédiatement été dépassé par le groupe des poursuivants, plongeant à la cinquième place derrière Surtees, Clark, Hill et McLaren. Le pilote américain sera contraint de maintenir son levier de vitesses et de conduire d'une seule main durant le reste de la course, cédant du terrain sur le groupe de tête. Malgré son moteur hésitant, Clark parvient à se maintenir dans le sillage de Surtees et à préserver sa deuxième place. Le peloton de chasse est bientôt réduit à deux voitures, Hill devant renoncer au début du troisième tour, boîte de vitesses cassée. Peu après, Chris Amon, qui était remonté en septième position, perd le contrôle de sa Lola, la direction ne répondant plus ; la monoplace effectue un tête-à-queue et termine sa course dans les arbustes, sans trop de mal pour son pilote, légèrement blessé au genou. Clark, dont le moteur semble mieux tourner, dépasse Surtees au début du quatrième tour, tandis que McLaren, troisième, a perdu le contact avec les deux hommes de tête. Le Néo-Zélandais, qui compte quelques secondes d'avance sur Ginther et Maggs, va à son tour être victime d'une violente sortie de route peu avant Aremberg, une rupture de la suspension arrière expédiant la Cooper dans le décor. Relevé inconscient, McLaren reprendra connaissance avant son arrivée à l'hôpital, ne souffrant que de contusions légères. Alors qu'il avait pris deux secondes d'avance sur Surtees, Clark est à nouveau en proie à des coupures d'allumage, et doit céder le commandement à son compatriote au début du cinquième tour, parvenant cependant à rester dans son sillage. Au tiers de la course, moins d'une seconde sépare les deux hommes. Isolé à la troisième place, Ginther, toujours aux prises avec son sélecteur de vitesses, compte déjà près d'une minute de retard. Maggs, quatrième, précède Jo Siffert, qui effectue une très belle course au volant de sa Lotus privée. Clark tire le maximum de son moteur défectueux, mais le dysfonctionnement s'accentue et il ne peut empêcher Surtees d'augmenter progressivement son avance. À la mi-course, alors que Maggs vient de renoncer, moteur hors d'usage, l'écart entre la Ferrari de tête et la Lotus est de cinq secondes. Ginther est à près d'une minute et demie, très loin devant Siffert et la Cooper de Joakim Bonnier qui comptent presque un demi tour de retard. 
Aux deux tiers de la course, Surtees a nettement distancé Clark, l'écart entre les deux hommes de tête atteignant treize secondes. Conduisant toujours d'une seule main, Ginther, troisième, maintient un rythme très régulier, d'autant moins menacé que Siffert va perdre le bénéfice de sa très belle prestation, le différentiel de sa Lotus ayant lâché. Désormais quatrième, Bonnier précède la Porsche de Gerhard Mitter. Surtees ne sera plus inquiété jusqu'à l'arrivée, Clark accomplissant la dernière partie de la course avec un moteur tournant en permanence sur sept cylindres, perdant dès lors énormément de terrain sur son adversaire. Dans les derniers tours, Mitter parvient à déposséder Bonnier de sa quatrième place ; le pilote suédois terminera finalement sixième, doublé par la Lotus de Jim Hall dans les derniers kilomètres. Surtees remporte sa première victoire en championnat du monde, tandis que Clark, grâce à deuxième place, conserve une confortable avance au championnat du monde.

### Classements intermédiaires
Classements intermédiaires des monoplaces aux premier, deuxième, troisième, quatrième, cinquième, huitième, dixième, douzième et treizième tours,.

### Classement de la course

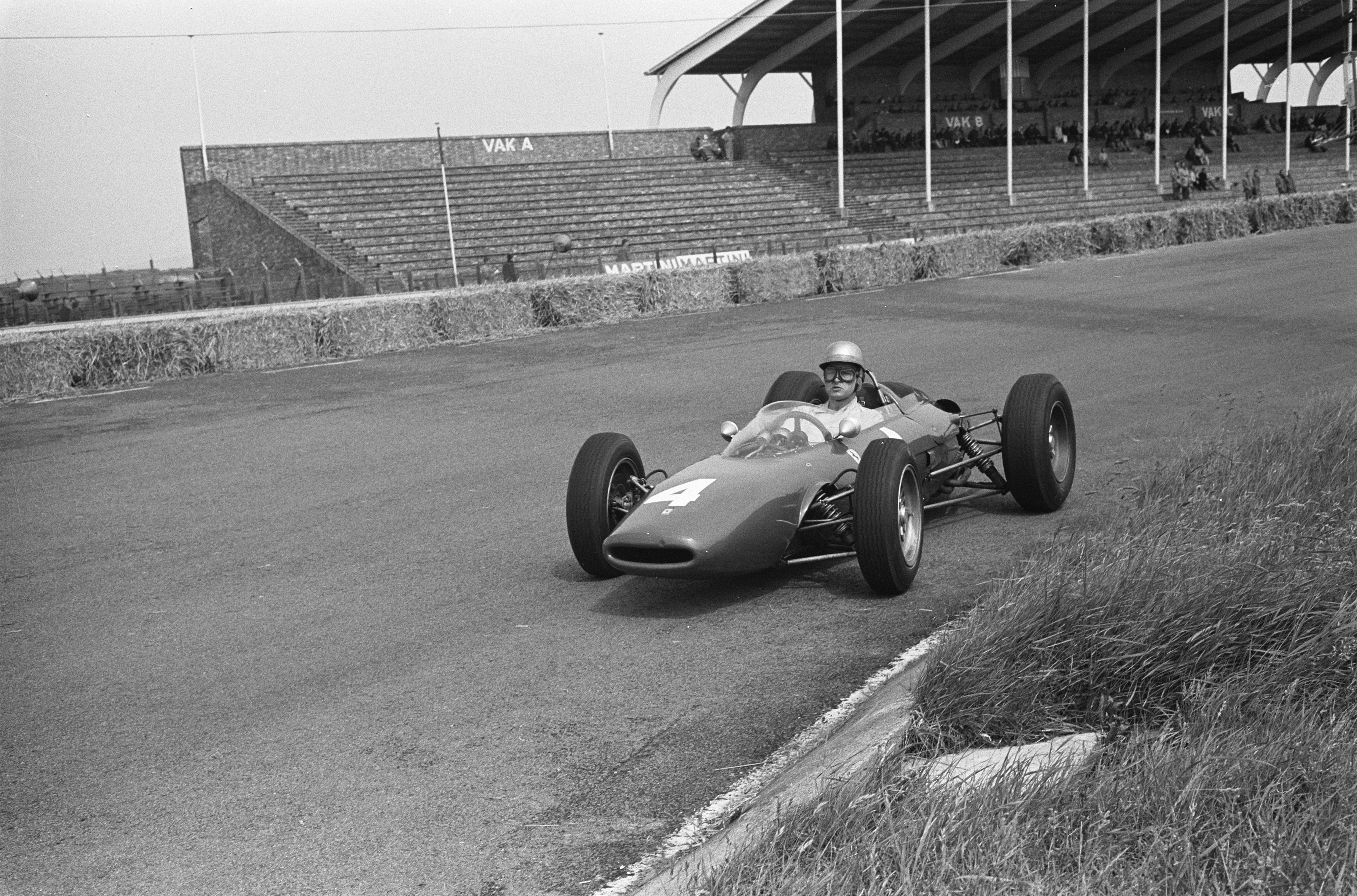
Impeccablement pilotée par Surtees, la Ferrari 156-63 (vue ici à Zandvoort) a permis à la Scuderia de renouer avec le succès.

| Pos  | No | Pilote                  | Écurie         | Tours | Temps/Abandon                      | Grille | Points |
| ---- | -- | ----------------------- | -------------- | ----- | ---------------------------------- | ------ | ------ |
| 1    | 7  | John Surtees            | Ferrari        | 15    | 2 h 13 min 06 s 8                  | 2      | 9      |
| 2    | 3  | Jim Clark               | Lotus-Climax   | 15    | 2 h 14 min 24 s 3 (+ 1 min 17 s 5) | 1      | 6      |
| 3    | 2  | Richie Ginther          | BRM            | 15    | 2 h 15 min 51 s 7 (+ 2 min 44 s 9) | 6      | 4      |
| 4    | 26 | Gerhard Mitter          | Porsche        | 15    | 2 h 21 min 18 s 3 (+ 8 min 11 s 5) | 15     | 3      |
| 5    | 20 | Jim Hall                | Lotus-BRM      | 14    | 2 h 13 min 28 s 6 (+ 1 tour)       | 16     | 2      |
| 6    | 16 | Jo Bonnier              | Cooper-Climax  | 14    | 2 h 18 min 06 s 1 (+ 1 tour)       | 12     | 1      |
| 7    | 9  | Jack Brabham            | Brabham-Climax | 14    | 2 h 18 min 58 s 6 (+ 1 tour)       | 8      |        |
| 8    | 4  | Trevor Taylor           | Lotus-Climax   | 14    | 2 h 21 min 12 s 5 (+ 1 tour)       | 18     |        |
| 9    | 18 | Jo Siffert              | Lotus-BRM      | 10    | Différentiel                       | 9      |        |
| 10   | 28 | Bernard Collomb         | Lotus-Climax   | 10    | 2 h 26 min 0 s 4 (+5 tours)        | 21     |        |
| Abd. | 17 | Carel Godin de Beaufort | Porsche        | 9     | Perte d'une roue                   | 17     |        |
| Abd. | 6  | Tony Maggs              | Cooper-Climax  | 7     | Moteur                             | 10     |        |
| Abd. | 10 | Dan Gurney              | Brabham-Climax | 6     | Boîte de vitesses                  | 13     |        |
| Abd. | 22 | Mário Cabral            | Cooper-Climax  | 6     | Boîte de vitesses                  | 20     |        |
| Abd. | 24 | Ian Burgess             | Scirocco-BRM   | 5     | Direction                          | 19     |        |
| Abd. | 23 | Tony Settember          | Scirocco-BRM   | 5     | Accident                           | 22     |        |
| Abd. | 5  | Bruce McLaren           | Cooper-Climax  | 3     | Accident                           | 5      |        |
| Abd. | 1  | Graham Hill             | BRM            | 2     | Boîte de vitesses                  | 4      |        |
| Abd. | 21 | Chris Amon              | Lola-Climax    | 1     | Accident                           | 14     |        |
| Abd. | 8  | Willy Mairesse          | Ferrari        | 1     | Accident                           | 7      |        |
| Abd. | 14 | Innes Ireland           | Lotus-BRM      | 1     | Accident                           | 11     |        |
| Abd. | 15 | Lorenzo Bandini         | BRM            | 0     | Accident                           | 3      |        |
| Nq.  | 29 | André Pilette           | Lotus-Climax   |       | Non qualifié                       |        |        |
| Nq.  | 25 | Ian Raby                | Gilby-BRM      |       | Non qualifié                       |        |        |
| Nq.  | 30 | Tim Parnell             | Lotus-Climax   |       | Non qualifié                       |        |        |
| Nq.  | 27 | Kurt Kuhnke             | Lotus-Borgward |       | Non qualifié                       |        |        |
| Nq.  | 11 | Phil Hill               | ATS            |       | Non qualifié                       |        |        |
| Nq.  | 12 | Giancarlo Baghetti      | ATS            |       | Non qualifié                       |        |        |

Légende:
- Abd.=Abandon - Np.=Non partant

### Pole position et record du tour
- Pole position :  Jim Clark en 8 min 45 s 8 (vitesse moyenne : 156,173 km/h). Temps réalisé lors de la journée d'essais du samedi 3 août[1].
- Meilleur tour en course :  John Surtees en 8 min 47 s 0 (vitesse moyenne : 155,818 km/h) au neuvième tour.

#### Évolution du record du tour en course
Le meilleur tour ne fut amélioré qu'à deux reprises au cours de l'épreuve.

### Tours en tête
- Richie Ginther : 1 tour (1)
- John Surtees : 13 tours (2-3 / 5-15)
- Jim Clark : 1 tour (4)

## Classement général à l'issue de la course
- Attribution des points : 9, 6, 4, 3, 2, 1 respectivement aux six premiers de chaque épreuve.
- Pour la coupe des constructeurs, même barème et seule la voiture la mieux classée de chaque équipe inscrit des points.
- Seuls les six meilleurs résultats sont comptabilisés.
- Troisième du Grand Prix de France sur sa BRM, Graham Hill n'a cependant pas inscrit les quatre points associés, le pilote britannique ayant bénéficié d'une aide extérieure au départ, BRM étant également privé de ces points pour la coupe des constructeurs.
- Le règlement permet aux pilotes de se relayer sur une même voiture, les points éventuellement acquis étant alors perdus pour pilotes et constructeur[1].

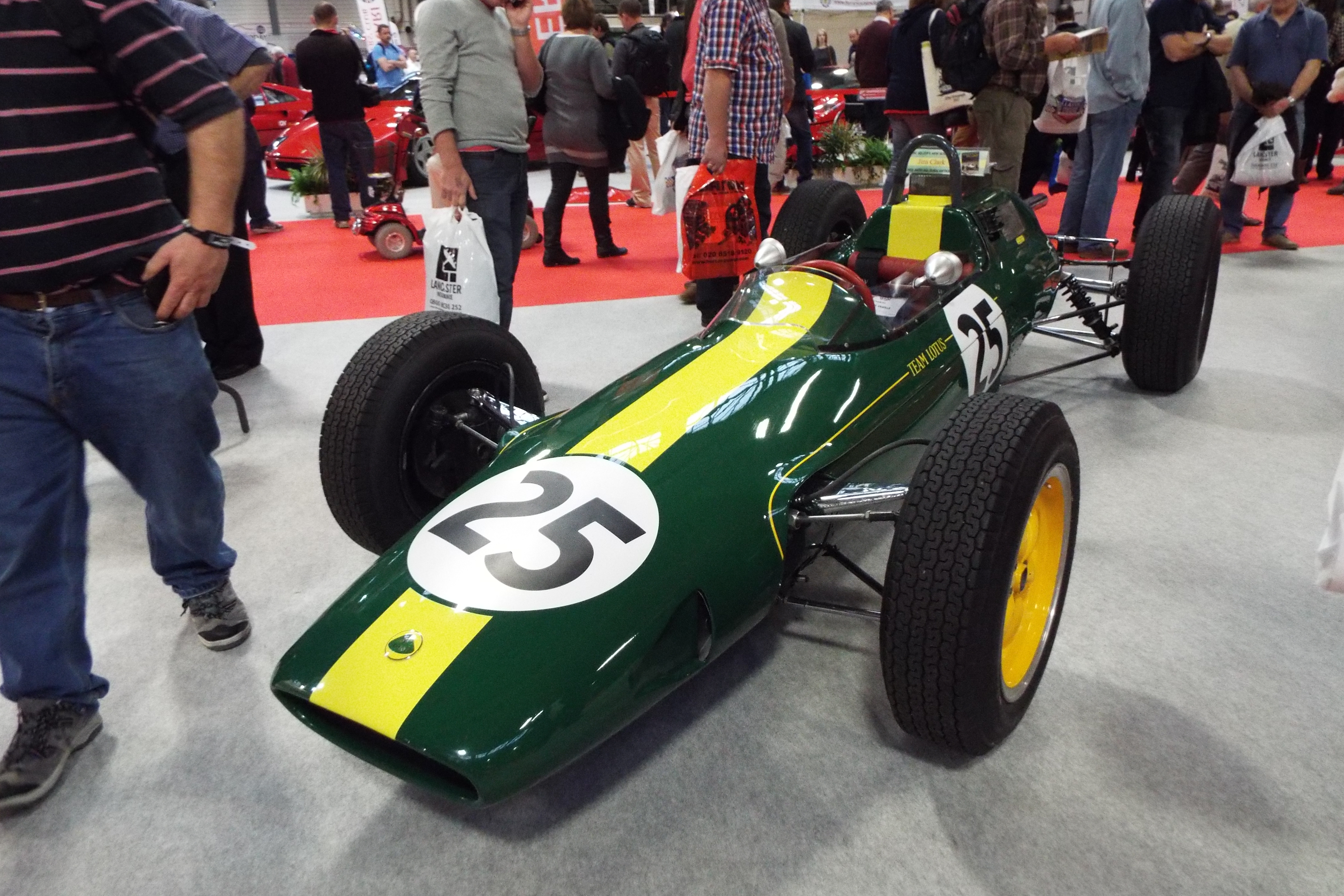
La victoire a pour une fois échappé à la Lotus 25 de Clark, mais grâce à sa deuxième place en Allemagne l'Écossais se rapproche du titre mondial.

| Pos. | Pilote                  | Écurie  | Points | MON | BEL | NL | FRA | GBR | ALL | ITA | USA | MEX | AFS |
| ---- | ----------------------- | ------- | ------ | --- | --- | -- | --- | --- | --- | --- | --- | --- | --- |
| 1    | Jim Clark               | Lotus   | 42     | -   | 9   | 9  | 9   | 9   | 6   |     |     |     |     |
| 2    | John Surtees            | Ferrari | 22     | 3   | -   | 4  | -   | 6   | 9   |     |     |     |     |
| 3    | Richie Ginther          | BRM     | 18     | 6   | 3   | 2  | -   | 3   | 4   |     |     |     |     |
| 4    | Graham Hill             | BRM     | 13     | 9   | -   | -  | -   | 4   | -   |     |     |     |     |
| 5    | Dan Gurney              | Brabham | 12     | -   | 4   | 6  | 2   | -   | -   |     |     |     |     |
| 6    | Bruce McLaren           | Cooper  | 10     | 4   | 6   | -  | -   | -   | -   |     |     |     |     |
| 7    | Tony Maggs              | Cooper  | 8      | 2   | -   | -  | 6   | -   | -   |     |     |     |     |
| 8    | Innes Ireland           | BRP     | 3      | -   | -   | 3  | -   | -   | -   |     |     |     |     |
|      | Jack Brabham            | Brabham | 3      | -   | -   | -  | 3   | -   | -   |     |     |     |     |
|      | Gerhard Mitter          | Porsche | 3      | -   | -   | -  | -   | -   | 3   |     |     |     |     |
|      | Joakim Bonnier          | Cooper  | 3      | -   | 2   | -  | -   | -   | 1   |     |     |     |     |
|      | Jim Hall                | Lotus   | 3      | -   | -   | -  | -   | 1   | 2   |     |     |     |     |
| 13   | Lorenzo Bandini         | BRM     | 2      | -   | -   | -  | -   | 2   | -   |     |     |     |     |
| 14   | Trevor Taylor           | Lotus   | 1      | 1   | -   | -  | -   | -   | -   |     |     |     |     |
|      | Carel Godin de Beaufort | Porsche | 1      | -   | 1   | -  | -   | -   | -   |     |     |     |     |
|      | Ludovico Scarfiotti     | Ferrari | 1      | -   | -   | 1  | -   | -   | -   |     |     |     |     |
|      | Jo Siffert              | Lotus   | 1      | -   | -   | -  | 1   | -   | -   |     |     |     |     |

| Pos. | Écurie         | Points | MON | BEL | NL | FRA | GBR | ALL | ITA | USA | MEX | AFS |
| ---- | -------------- | ------ | --- | --- | -- | --- | --- | --- | --- | --- | --- | --- |
| 1    | Lotus-Climax   | 43     | 1   | 9   | 9  | 9   | 9   | 6   |     |     |     |     |
| 2    | Ferrari        | 22     | 3   | -   | 4  | -   | 6   | 9   |     |     |     |     |
|      | BRM            | 22     | 9   | 3   | 2  | -   | 4   | 4   |     |     |     |     |
| 4    | Cooper-Climax  | 17     | 4   | 6   | -  | 6   | -   | 1   |     |     |     |     |
| 5    | Brabham-Climax | 13     | -   | 4   | 6  | 3   | -   | -   |     |     |     |     |
| 6    | Porsche        | 4      | -   | 1   | -  | -   | -   | 3   |     |     |     |     |
|      | Lotus-BRM      | 4      | -   | -   | -  | 1   | 1   | 2   |     |     |     |     |
| 8    | BRP-BRM        | 3      | -   | -   | 3  | -   | -   | -   |     |     |     |     |

## À noter
- Première victoire en championnat du monde pour John Surtees, sa quatrième en F1, le pilote anglais ayant auparavant remporté trois courses hors championnat (deux en 1961 et une en 1962[23]).
- 36e victoire en championnat du monde pour Ferrari en tant que constructeur.
- 36e victoire en championnat du monde pour Ferrari en tant que motoriste.